# Paul Philippoteaux
Pour les articles homonymes, voir Philippoteaux.
Paul Dominique Philippoteaux né à Paris le 28 janvier 1846 et mort dans la même ville le 28 juin 1923 est un peintre et illustrateur français.
Il est surtout connu pour ses œuvres panoramiques.

## Biographie
Paul Philippoteaux est le fils du peintre Félix Philippoteaux (1815-1884). Après avoir fréquenté le collège Henri-IV, il étudie à l'École des beaux-arts de Paris, prolonge sa formation dans l'atelier de son père, puis dans ceux de Léon Cogniet et d'Alexandre Cabanel.
En collaboration avec son père, il s'est intéressé à la peinture de panoramas et ont créé ensemble La Défense du fort d'Issy en 1871, tableau encore appelé La Défense de Paris. Dans les années 1870, il réalise des illustrations pour différents auteurs dont notamment Michel Masson,  François Guizot, Alphonse Daudet et Jules Verne. Pour ce dernier, il travaille sur un roman, Hector Servadac (1877), et deux ouvrages historiques : Découverte de la Terre (1878) et Les Grands Navigateurs du XVIIIe siècle (1879).
Le chef-d'œuvre de l'artiste est sans doute le Panorama de Jérusalem au moment de la crucifixion du Christ. Ce panorama, le plus grand cyclorama peint du monde (14 × 100 m) a été réalisé à la fin des années 1880 à Chicago, sur la base d'esquisses de Bruno Piglhein, puis apporté sur son lieu d'exposition à Montréal. Il est exposé aujourd'hui à Sainte-Anne-de-Beaupré, au Québec. Il est cependant à noter que la paternité attribuée à Philippoteaux pour l’œuvre située à Sainte-Anne-de-Beaupré est sujette à débats, le ministère québécois de la Culture et des Communications la remettant en effet en cause. Les œuvres de peinture panoramiques rencontraient alors un certain succès, même si elles étaient concurrencées par les dioramas imaginés par Louis Daguerre.
En 1879, des investisseurs de Chicago lui avaient commandé un autre panorama, consacré à la bataille de Gettysburg. En avril 1882, il passe plusieurs semaines sur les lieux de la bataille qu'il dessine et photographie. Il étudie longuement les descriptions du combat et interroge des survivants, dont les généraux Winfield Scott Hancock et Oliver Otis Howard, de l'Armée de l'Union, ou encore Abner Doubleday. Un photographe local, William H. Tipton, crée une série de photographies panoramiques prises à partir d'une tour en bois érigée le long de l'actuelle Hancock Avenue. Ces photographies, collées les unes à côté des autres, constituent la base de la composition. Paul Philippoteaux engage ensuite une équipe de cinq collaborateurs, dont son père jusqu'à sa mort, pour créer l'œuvre finale. Il lui faut plus d'un an et demi pour mener à bien cette réalisation. La peinture fait plus de cent mètres de long et pèse environ 3 tonnes.
Il a également peint des sujets européens. Ayant vécu quelque temps en Égypte, il est connu aussi pour les sujets orientalistes conçus pendant, ou  après, ce séjour,. La brève annonçant son décès dans un des quotidiens parisiens les plus connus à l'époque, le Journal des débats, ne retient d’ailleurs de son œuvre que le panorama sur la Défense de Paris en 1871, et les peintures d'inspiration orientales, oubliant par exemple les travaux exposés en Amérique du Nord. Il est enterré à Paris au cimetière du Montparnasse.

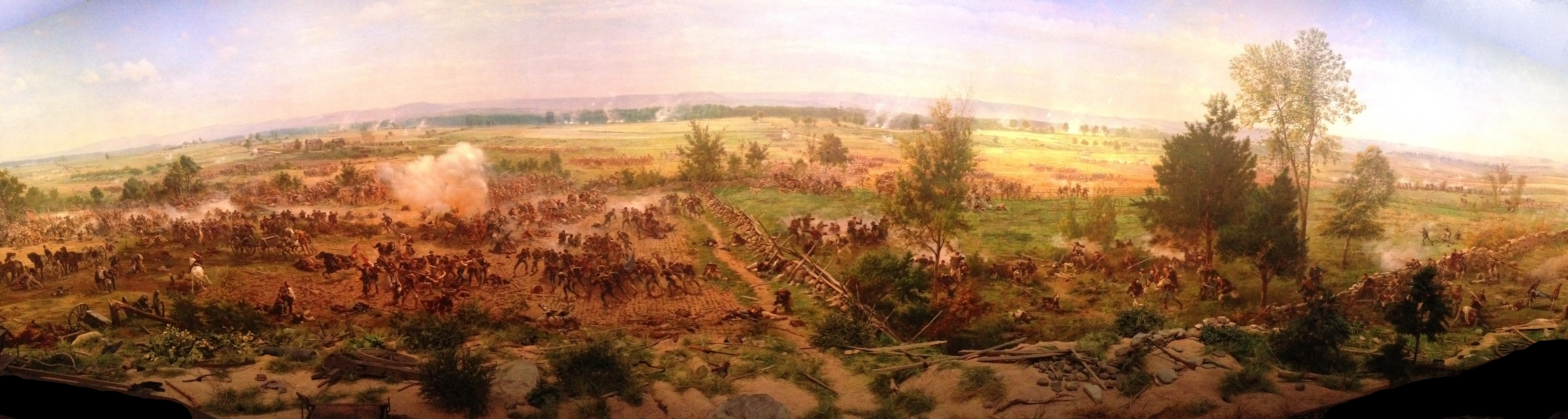
Gettysburg Cyclorama (1883), Gettysburg National Military Park, Gettysburg Museum and Visitor Center.